# Nivnice
Nivnice är en ort i Tjeckien.   Den ligger i distriktet Okres Uherské Hradiště och regionen Zlín, i den östra delen av landet, 270 km sydost om huvudstaden Prag. Nivnice ligger 247 meter över havet och antalet invånare är 3 278.
Terrängen runt Nivnice är platt åt nordväst, men åt sydost är den kuperad. Runt Nivnice är det ganska tätbefolkat, med 72 invånare per kvadratkilometer. Närmaste större samhälle är Uherský Brod, 5,6 km norr om Nivnice. Trakten runt Nivnice består till största delen av jordbruksmark.